# Hervé Guérard
Pour les articles homonymes, voir Guérard.
Hervé Guérard, né le 16 mars 1970, est un trampoliniste français.
Il est médaillé de bronze en trampoline synchronisé avec Fabrice Schwertz aux Championnats d'Europe 1991 à Poznań.

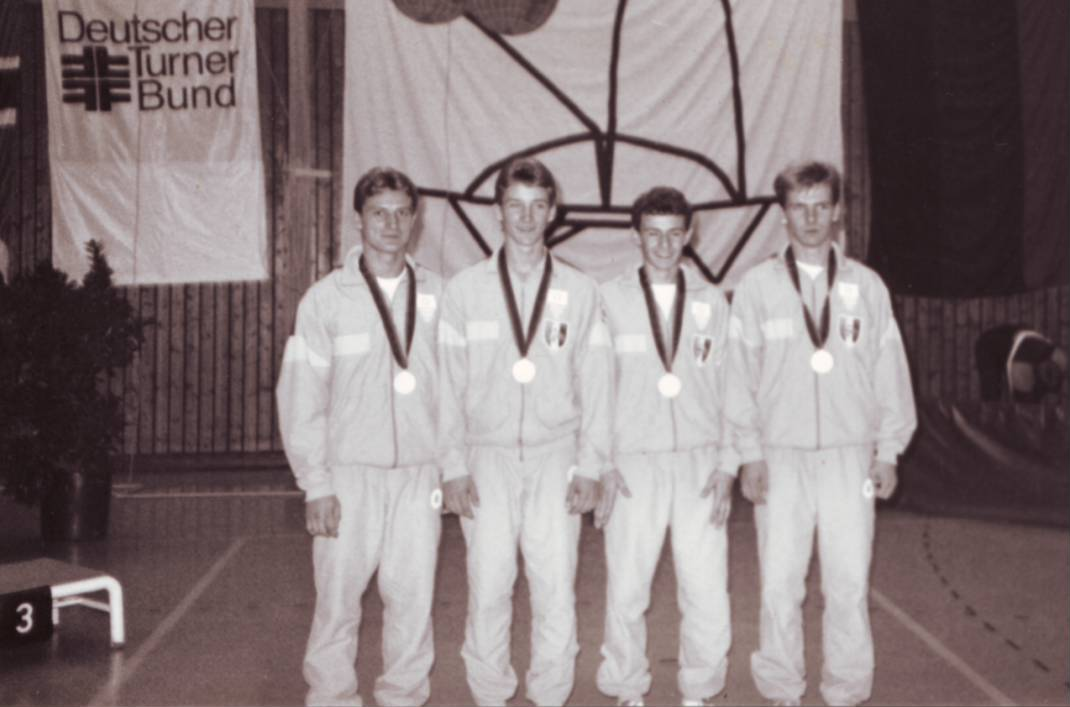
Équipe de France junior de trampoline, vice-championne d’Europe, en 1988. De gauche à droite : Hervé Guérard, Fabrice Schwertz, Jean‐Michel Martin et Fabrice Hennique.